# Bertil Wallman
Bertil Sigvard Wallman, född 28 februari 1922 i Stockholm, död 18 maj 2003 i Sigtuna, var en svensk målare, tecknare och grafiker,
Wallman var gift första gången 1930 med konstnären Kjerstin Halden och andra gången med författaren Eva Berlin. Wallman studerade konst vid Otte Skölds målarskola 1945–1946 och vid Kungliga konsthögskolan 1946–1951 samt tillbringat längre studie och arbetsperioder i Frankrike. Han tilldelades 1955 stipendier från Kungafonden och Helge Ax:son Johnsons stiftelse. Separat ställde han bland annat ut på Galerie Æsthetica 1952 och i Björkhagen 1965. Han medverkade några gånger i Nationalmuseums utställning Unga tecknare på 1940-talet och i flera av Sveriges allmänna konstförenings salonger på Liljevalchs konsthall samt i utställningen Unga stockholmare som visades på Göteborgs konsthall 1956. Han var medhjälpare till Otto Sköld vid dekoreringen av Karolinska institutets bårhus 1955 och var assistent vid Konsthögskolans institut för materialkunskap 1957. Hans konst består av figurstudier, stilleben och landskapsskildringar.